# Llista d'especialitats 72 de la Nomenclatura de la UNESCO
Llista d'especialitats del camp 72 (Filosofia) de la Nomenclatura de la UNESCO:
| Disciplina                             | Codi    | Especialitat                       |
| -------------------------------------- | ------- | ---------------------------------- |
| 7201 Filosofia del coneixement         | 7201.01 | Aporètica                          |
| 7201 Filosofia del coneixement         | 7201.02 | Epistemologia                      |
| 7201 Filosofia del coneixement         | 7201.03 | Teoria del concepte                |
| 7201 Filosofia del coneixement         | 7201.04 | Teoria del judici                  |
| 7201 Filosofia del coneixement         | 7201.05 | Teoria de la percepció             |
| 7201 Filosofia del coneixement         | 7201.06 | Teoria de la raó                   |
| 7201 Filosofia del coneixement         | 7201.99 | Altres (especifiqueu)              |
| 7202 Antropologia filosòfica           | 7202.01 | Estètica                           |
| 7202 Antropologia filosòfica           | 7202.02 | Hermenèutica                       |
| 7202 Antropologia filosòfica           | 7202.03 | Problema ànima-cos                 |
| 7202 Antropologia filosòfica           | 7202.04 | Filosofia de l'acció               |
| 7202 Antropologia filosòfica           | 7202.05 | Filosofia de la imaginació         |
| 7202 Antropologia filosòfica           | 7202.06 | Filosofia de la intersubjectivitat |
| 7202 Antropologia filosòfica           | 7202.07 | Filosofia del llenguatge           |
| 7202 Antropologia filosòfica           | 7202.08 | Filosofia del desig                |
| 7202 Antropologia filosòfica           | 7202.99 | Altres (especifiqueu)              |
| 7203 Filosofia general                 | 7203.01 | Lògica dialèctica                  |
| 7203 Filosofia general                 | 7203.02 | Materialisme dialèctic             |
| 7203 Filosofia general                 | 7203.03 | Metafísica                         |
| 7203 Filosofia general                 | 7203.04 | Teologia natural                   |
| 7203 Filosofia general                 | 7203.99 | Altres (especifiqueu)              |
| 7204 Sistemes filosòfics               | 7204.01 | Filosofia antiga                   |
| 7204 Sistemes filosòfics               | 7204.02 | Filosofia moderna                  |
| 7204 Sistemes filosòfics               | 7204.03 | Filosofia actual                   |
| 7204 Sistemes filosòfics               | 7204.04 | Sistemes teològico-filosòfics      |
| 7204 Sistemes filosòfics               | 7204.99 | Altres (especifiqueu)              |
| 7205 Filosofia de la ciència           | 7205.01 | Filosofia de la biologia           |
| 7205 Filosofia de la ciència           | 7205.02 | Filosofia de la lògica             |
| 7205 Filosofia de la ciència           | 7205.03 | Filosofia de les matemàtiques      |
| 7205 Filosofia de la ciència           | 7205.04 | Filosofia de la física             |
| 7205 Filosofia de la ciència           | 7205.05 | Filosofia de les ciències socials  |
| 7205 Filosofia de la ciència           | 7205.99 | Altres (especifiqueu)              |
| 7206 Filosofia de la naturalesa        | 7206.01 | Filosofia de la vida               |
| 7206 Filosofia de la naturalesa        | 7206.02 | Filosofia de la matèria            |
| 7206 Filosofia de la naturalesa        | 7206.03 | Filosofia de l'espai i el temps    |
| 7206 Filosofia de la naturalesa        | 7206.99 | Altres (especifiqueu)              |
| 7207 Filosofia social                  | 7207.01 | Filosofia de la cultura            |
| 7207 Filosofia social                  | 7207.02 | Filosofia de la història           |
| 7207 Filosofia social                  | 7207.03 | Filosofia de la tècnica            |
| 7207 Filosofia social                  | 7207.04 | Filosofia política                 |
| 7207 Filosofia social                  | 7207.05 | Teoria de les ideologies           |
| 7207 Filosofia social                  | 7207.99 | Altres (especifiqueu)              |
| 7208 Doctrines filosòfiques            | 7208.01 | Doctrines filosòfiques             |
| 7299 Altres especialitats filosòfiques | 7299.01 | Altres especialitats filosòfiques  |